# Staples

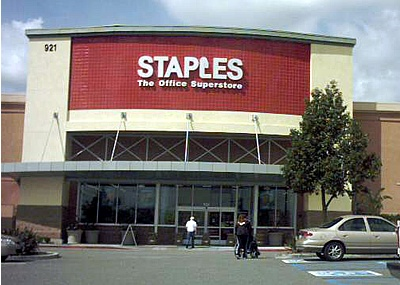
Staples-Geschäft in Ontario (Kalifornien)

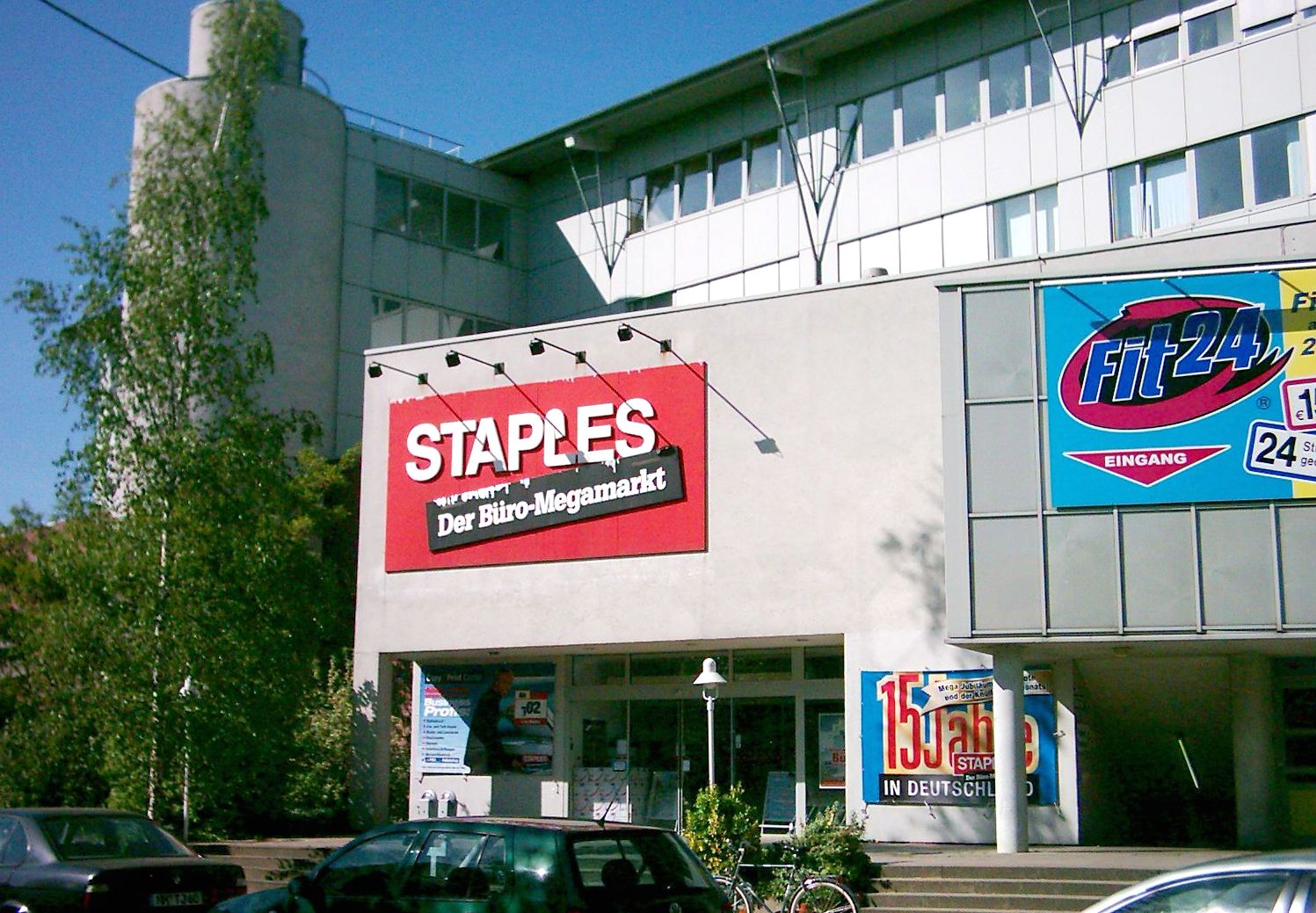
Staples-Geschäft in Hamburg-Harburg

Staples, Inc. ist ein US-amerikanischer Einzelhandelskonzern für Bürobedarf. Das Unternehmen beschäftigt derzeit etwa 77.400 Mitarbeiter und setzt ca. 18 Milliarden US-Dollar um. Seine Niederlassungen und Tochterfirmen in Nordamerika, Südamerika, Asien und Europa bieten etwa 7.000 Produkte an, die in unternehmenseigenen Märkten, per Katalog oder im Online-Shop erworben werden können. Der Sitz des Unternehmens befindet sich in Framingham bei Boston.
Der namensgebende Begriff staple (deutsch: Heftklammer) steht für einen der typischsten Büroartikel überhaupt.

## Geschichte

Bis Mai 2019 weltweit genutztes Unternehmenslogo.

Das Unternehmen wurde 1985 von Tom Stemberg, einem ehemaligen Vorstand einer Supermarkt-Kette, und Leo Kahn gegründet. Laut der Unternehmensgeschichte soll Stemberg beim Drucken eines Businessplans am 4. Juli (US-amerikanischer Nationalfeiertag) das Farbband seines Druckers gerissen sein, woraufhin er nach vergeblicher Suche nach Ersatz die Idee zur Gründung eines Supermarktes für Büroprodukte hatte. Bis dahin wurde Bürozubehör für Kleinabnehmer nur von kleinen Einzelhändlern vertrieben, die im Gegensatz zu großen Supermärkten nicht rund um die Uhr geöffnet waren. Das Geschäftsmodell von Staples war also ein klassisches Abholgroßmarktkonzept mit langen Öffnungszeiten, großer Produktpalette und niedrigen Preisen durch Mengenabnahme und -verkauf mit Spezialisierung auf Bürobedarf.
Stembergs Konzept wurde anfangs skeptisch beurteilt, der Bedarf an großen Büromärkten wurde angezweifelt. Dennoch eröffnete am 1. Mai 1986 im Bostoner Stadtteil Brighton der erste Staples-Großmarkt, der erste Großmarkt für Bürobedarf weltweit. Staples wurde dabei von Bain Capital, der Firma des späteren Politikers Mitt Romney unterstützt. Das Staples-Modell erwies sich als großer Erfolg, innerhalb von zwei Jahren wurden 20 weitere Büro-Großmärkte verschiedener Anbieter gegründet.
Mit dem Börsengang 1989 nahm das Unternehmen 36 Millionen US-Dollar ein, im gleichen Jahr wurde die Versandsparte Staples Direct gegründet. Ab 1990 erschloss die Firma den Markt im Westen der USA, 1991 eröffnete der erste Staples-Markt in Kanada. Die Expansion nach Europa begann 1992 durch ein Joint Venture mit dem britischen Unternehmen Kingfisher.
Den deutschen Markt betrat Staples 1993, zunächst durch eine Kooperation mit MAXI-Papier. Sowohl der britische als auch der deutsche Partner wurden 1996 von Staples übernommen. Im zehnten Jahr des Bestehens eröffnete das Unternehmen 1996 bereits seinen 500. Markt. Die Online-Präsenz staples.com entstand 1998. Der 1000. Markt wurde 1999 eröffnet, gleichzeitig trieb Staples seine europäische Expansion durch Übernahmen in Deutschland, den Niederlanden und Portugal voran. Seit 2002 ist das Unternehmen der weltgrößte Anbieter für Bürobedarf. Mit einer weiteren Übernahmewelle (Unternehmen in Österreich und Dänemark) baute Staples seine Position auf dem europäischen Markt aus und fasste sowohl in Asien (China) als auch in Lateinamerika Fuß.
Von der Eröffnung 1999 bis Ende 2021 trug die Multifunktionsarena Crypto.com Arena in Los Angeles den Namen Staples Center.
Im Dezember 2016 wurde verlautbart, dass der amerikanische Hedgefonds Cerberus Capital das europäische Geschäft übernehmen wird. Gleichzeitig wurde das Einzelhandelsgeschäft im Vereinigten Königreich an Hilco Capital verkauft. Staples blieb mit 15 % am Unternehmen beteiligt, während Cerberus die Marke Staples in Lizenz bis zum Verkauf der gesamten europäischen Sparte an Lyreco vertrieb.
Ende 2017 hat die amerikanische Beteiligungsgesellschaft Sycamore Partners das Unternehmen für 10,25 US-Dollar pro Aktie (insgesamt 6,9 Milliarden US-Dollar) übernommen.
Im März 2021 wurde bekannt, dass Staples Solutions in Deutschland inklusive weiterer Länder in Europa mitsamt dem zentralen Support-Service an Lyreco verkauft wurde. Dadurch verschwand Staples in weiten Teilen Europas vom Markt.

### Auftreten in Deutschland

Ehemaliges Logo unter Corporate Express

In Deutschland war Staples, Inc. durch die Marke Staples Advantage (für Unternehmen Staples Business Advantage und auch Staples Direct) von Juni 2008 an vertreten. Diese entstand durch den Aufkauf der Unternehmensgruppe Bierbrauer + Nagel in Stuttgart-Vaihingen in Höhe von 1,7 Milliarden Euro. Die Gruppe war zuvor unter den Markennamen Corporate Express in Deutschland tätig. Am 1. Januar 2010 wurde das Unternehmen umgewandelt in die Staples Deutschland GmbH & Co. KG.
Begonnen hat Bierbrauer + Nagel als Handels- und Dienstleistungsunternehmen für Büroartikel, bevor sie im Jahr 1990 von Buhrmann-Tetterode in den Niederlanden aufgekauft und in die Tochtergesellschaft Buhrmann N.V. im Juli 1998 umgewandelt wurde. Im darauffolgenden Jahr kam es zum Zusammenschluss mit der Corporate Express Corporation in Colorado, USA. Daraufhin wurde im Juli 2000 das Unternehmen in Corporate Express Deutschland GmbH & Co. Vertriebs KG bzw. Corporate Express Deutschland GmbH namentlich geändert bis zum Kauf durch Staples.
Am 12. September 2019 wurde verkündet, dass das Einzelhandels- und Online-Geschäft an die New Office Centre GmbH, Teil der niederländischen New Office Centre Beheer B.V. Unternehmensgruppe, verkauft wurde. Online-Shop und Einzelhandelsgeschäfte wurden seit Mitte März 2021 auf den Namen Office Centre umfirmiert, unter dem die neue Eigentümerin in den Niederlanden bereits mehrere Büroartikelmärkte mit leicht abgeänderten Logo betrieb. 
Im Februar 2022 stellte die Office Centre GmbH für sich und Staples Antrag auf Eröffnung eines Insolvenzverfahrens. Nicht berührt war die an Lyreco verkaufte frühere Großhandelssparte. Da kein Investor für die langfristige Fortführung gefunden wurde, fiel im Mai 2022 die Entscheidung, alle deutschen Filialen zu schließen. Der Online-Shop wurde von Staples Nederland übernommen und bis zur Erklärung der nächsten Insolvenz am 17. Oktober 2023 durch das Bezirksgericht Amsterdam weitergeführt.

## Unternehmensstruktur
Die Unternehmensgruppe Staples Inc. ist in drei Segmente gegliedert: Verkauf Nordamerika (North America Retail), Versand Nordamerika (North America Delivery) und Staples International.
- Verkauf Nordamerika: Dieses Segment betreibt 1.462 Staples-Märkte in den USA und Kanada.
  - Katalog- und Onlineversand Nordamerika: Die nordamerikanische Versandsparte umfasste die Tochterunternehmen Staples Contract, Staples Business Delivery und Quill.
- Staples International: Dieses Segment ist für den weltweiten Staples-Auftritt mit Ausnahme von Nordamerika zuständig.
  - In Europa war Staples mit seinen Märkten und Tochterunternehmen in 10 Staaten präsent. Die europäische Zentrale war die Staples Europe in Amsterdam, der Sitz von Staples Deutschland befand sich bis zum Aufkauf von Office Centre in Hamburg.[16]
  - Mit dem in Shanghai ansässigen Unternehmen OA 365 betreibt Staples ein Joint Venture in Asien.
  - Die südamerikanische Vertretung OfficeNet ist in Argentinien und Brasilien aktiv.